# Dope Saint Jude
Catherine Saint Jude Pretorius, connue sous le pseudo de Dope Saint Jude, est une rappeuse, chanteuse, auteure-compositrice et productrice de musique sud-africaine.

## Biographie
Dope Saint Jude est née au Cap dans une famille modeste de la communauté coloured. Elle grandit à Elsie's River, un township de l'est de la Métropole du Cap. Elle apprend la guitare à l'âge de 12 ans et commence à écrire des poèmes pour accompagner sa musique.Après des études en sciences politiques, elle se lance ensuite dans le hip-hop, avec des textes pour l'inclusion, l'acceptation et l'autonomisation féministes, et pour l’égalité des classes, des races et des genres.
Elle commence sa carrière musicale en 2011, en se produisant en tant que Saint Dude, un drag king. À cette époque, elle lance un des premiers groupes de drag king d'Afrique du Sud sur la scène hip hop underground du Cap. En 2013, Saint Jude quitte ce groupe pour poursuivre une carrière d'artiste solo.
En 2016, elle collabore avec M.I.A. pour une vidéo sur une campagne de sensibilisation de H&M pour la semaine mondiale du recyclage. En juillet 2016, Saint Jude sort son premier EP autoproduit, Reimagine.
Elle se produit en 2017 et 2018 dans différents événements musiciaux, notamment au Cape Town International Jazz Festival en 2017, et au festival Afropunk (en) de Johannesbourg en 2018.
En 2018, elle publie son deuxième EP, Resilient,. Le principal single,  Grrrl Like , sort en octobre 2018.  Le single a été présenté dans le film nommé aux Oscars, Nimona.
En 2019, elle réalise une tournée dans plusieurs pays dont la France, passant par différents festivals tels que le Printemps de Bourges, ou encore, par exemple, la Fête de l’Huma.
La pandémie de Covid-19 l’amène ensuite à faire une pause dans les spectacles et tournées. En 2022, elle sort un titre, Home, au ton en apparence plus sensuel, premier single de son album suivant, Higher Self,. Mais le titre reste marqué par le rap de «Cape Town underground», dur, punk et sans concessions, avec en guise de refrain  « Je veux ressentir ta douleur / Courant dans mes veines […] Donne-moi juste un ordre / Je tuerai pour toi». Quelques semaines plus tard, elle diffuse un second single aux accents plus gospel, You’re Gonna Make It, qui se retrouve dans la mini-série américaine Inventing Anna, diffusée sur Netflix.

## Discographie
- 2016 : Reimagine
- 2018 : Resilient
- 2022 : Higher Self